# Spartitraffico

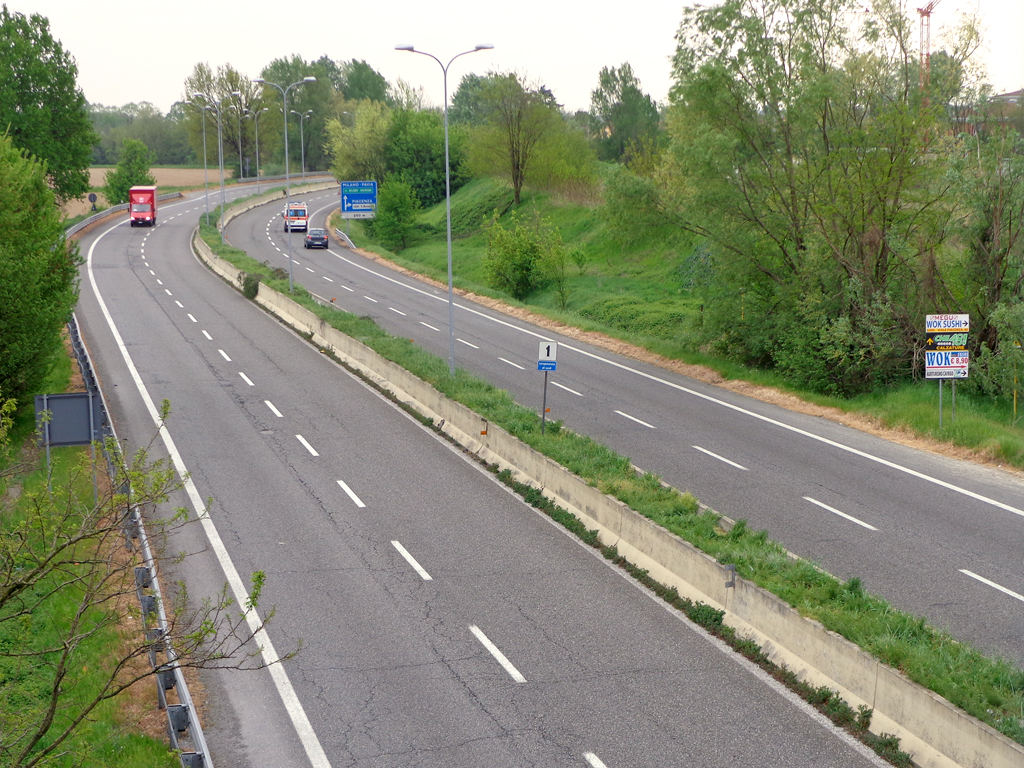
Strada a due carreggiate, separate da uno spartitraffico centrale

Lo spartitraffico è una porzione della piattaforma stradale di larghezza e forma adeguata ai differenti tipi di strada, destinata a separare due carreggiate o due corsie dedicate a sensi di marcia opposti.
Può essere costituito da una banchina, o da una aiuola delimitata da barriere New Jersey o guard rail, oppure nel caso di strade a carreggiata unica da una doppia linea bianca continua.